# S/2006 S 1
S/2006 S 1是土星的衛星之一，由學者斯科特·谢泼德、大衛·朱維特、简·克莱纳和布莱恩·马斯登四人共同發現。他們從2006年1月至4月間進行觀測，至6月26日公佈發現。
這顆衛星直徑約為6公里，與土星平均距離為1,800多萬公里，繞土星公轉週期972.407天，與黃道及土星赤道的軌道傾角分別為154.2°及175.4°，軌道離心率0.1303。與土衛九一樣，這顆衛星逆向公轉。
S/2006 S1 之所以如此命名，是因爲它是 2006 年發現的一顆衛星 （S），並且是當年發現的土星 （S） 的第一顆衛星。
1. 1 2 3  S/2006 S1 - NASA Science
2. ↑  S/2006 S1，土星月亮 - 宇宙指南